# Paul M. Waschkau
Paul M. Waschkau (* 1963, Neumünster, Šlesvicko-Holštýnsko) je německý spisovatel, dramatik a režisér. V současné době žije v Berlíně, kde zároveň i pracuje.

## Život
Ačkoliv v současnosti je působištěm tohoto spisovatele Berlín, pobýval předtím i nějakou dobu střídavě v Brazílii, Mexiku, francouzské Marseille, Limě, ukrajinské Oděse či v metropolitních městech Lisabon, Buenos Aires či New York.
Mezi léty 1982 a 1988 se věnoval Waschkau studiu státní správy a filosofie v Kielu, Mnichově, Paříži a západním Berlíně.
Na základě své záliby v divadelních textech a recitacích zaměřuje svou tvůrčí činnost do oblasti literární a umělecké, pohybuje se na rozhraní poetické prózy se sklonem k divadlu a poesii. Kromě toho jej zajímají otázky týkající se experimentálních divadelních teorií – za se na eseje, prvky rozhlasových her či na okrajové, žánrový rámec přesahující proudění poesie a dramatu v uměleckém přednesu.
Na konci studií začal Waschkau uveřejňovat literární a esejistické texty v časopisech a antalogiích. Právě v této době dochází k uvedení premiér jeho prvních divadelních her v tzv. svobodných divadlech v Berlíně; jedná se o netradiční divadla existující na okraji již založených divadel, jejich provoz funguje na základě velmi malého rozpočtu.
Kromě dráhy tvůrce divadelních her byl Waschkau také spoluvydavatelem subkulturního alternativního časopisu Minerva – Zeitschrift für Notwehr und Philosophie (1987–1991), ve kterém působil jako tzv. umělecký šéfredaktor. Také byl vydavatelem časopisu Zeitschrift für Poesie und Visionen archangelsk(1995–1997). Roku 2003 inicioval první kongres fiktivní francouzské básnířky Danielle Sarréra, který se konal v berlínském divadle Orphtheater, roku 2009 v berlínské divadelní kapli pak soud Antonina Artauda, což byl mj. francouzský herec, dramatik a režisér.
Od roku 2006 působí Waschkau jako umělecký ředitel a režisér mezinárodní umělecké formace INVASOR, která se významně podílí na tvorbě poetických vícejazyčných divadelních scénářů a na komponování rozhlasových her.
Jakožto divadelní a rozhlasový tvůrce a iniciátor je autor se svými pracemi zván na mezinárodní festivaly a vědecká zasedání do Itálie, Francie, Peru, Ruska a na Ukrajinu. Se svými vybranými literárně–filmovými pracemi se účastnil rozsáhlé výstavy Horizonts of Temporality v Kyjevě a Oděse.
V roce 2011 obdržel za svou divadelní kompozici Bei lebendigem Leibe cenu Leonharda Franka stejnojmenné společnosti a divadla Mainfranken Theaters Würzburg, největšího divadla Dolních Franků a Würzburgu. Tato inscenace byla v červnu 2012, tři dny před svou premiérou, správním orgánem divadla odložena. Důvodem prý byla ochrana würzburských občanů. Waschkau na základě toho učinil obranný krok a uveřejnil online verzi textu, ke kauze pak odkazuje jeho webová stránka „Nacktes Leben", poskytující informace o tomto případu.
Roku 2016 byl Waschkau nominován na Cenu za politickou lyriku 2016 s básní Zwischen Welten ze sbírky Poetische Platzpatronen aus dem Krieg der Gezeiten.

## Dílo

### Publikováno
- EXIT.49. (román; 2007)
- archangelsk/träume aus titan (romantický fragment; 1999)

### Divadelní hry
- Pornofinger. (groteska; 2014)
- Nacktes Leben oder Bei lebendigem Leibe. (divadelní kompozice; 2011)
- Die Ozeanische Nacht. (poetické drama; 2008)
- Wartesaal des Glücks. (komedie všedního dne; 2007)
- Glücklich im Park. (komedie všedního dne; 2006)
- Hyänenherz oder Traum eines Kamikazefliegers. (monolog; 2001/2004)
- Koma Europa (drama; 2004)
- Mission Elektra – Der verwirrte Planet. (poetické medijní drama; 2004)
- Das Fest der Schakale. (drama; 1999)
- Die Galeere der Kaltblüter. (fragment; 1996)
- Radial Elektra 2.2 – Die Anatomie einer Braut. (poetické medijní drama; 1990)
- Kerker, eine Henkersmahlzeit. (1990)
- TRAKT oder Die Zärtlichkeit eines Bunsenbrenners.

## Uznání a ocenění
- 2011: Leonhard-Frank-Dramatiker-Preis
- 2002: Artaud Foundation Marseille
- 2001: Autorenförderung Schleswig-Holstein
- 2000: Museo Hawai # Lima/Peru
- 2000: Stiftung Kulturfond
- 1999: Kunststiftung Schöppingen
- 1997: Berliner Autorenstipendium
- 1994: Hyde-Medaille
- 1991: Schafott Drammat-Dramatikerpreis[2]